# テルチ
テルチ （チェコ語: Telč [tɛltʃ]、ドイツ語: Teltsch）は、チェコ・モラヴィア地方ヴィソチナ州の町。 
城と、良質の保存がなされているルネサンス様式の長い中心地が含まれる。1992年UNESCO世界遺産に登録された。
城の建設者ザハリアーシュ・フラデツで、彼にちなみ広場の名前がつけられた。彼の名はインドリフーフ・フラデツの市名にも含まれている。
テルチは14世紀半ばに建設された。古代ローマ式の聖霊塔が既にこの定住地にあった。町の城壁と被昇天の聖母教会は、ゴシック建築である。
1945年までテルチは、近隣のイフラヴァ同様にドイツ語話者人口の多い土地柄だった。
1979年、映画監督ヴェルナー・ヘルツォークはテルチで『Woyzeck』（1979年作品）を撮影した。

## 姉妹都市
- Belp、スイス
- フィジャック、フランス
- ローテンブルク・オプ・デア・タウバー、ドイツ
- Šaľa、スロバキア
- Waidhofen an der Thaya、オーストリア
- Wilber、アメリカ合衆国

## 世界遺産

### 登録基準
この世界遺産は世界遺産登録基準のうち、以下の条件を満たし、登録された（以下の基準は世界遺産センター公表の登録基準からの翻訳、引用である）。
- (1) 人類の創造的才能を表現する傑作。
- (4) 人類の歴史上重要な時代を例証する建築様式、建築物群、技術の集積または景観の優れた例。